# British Grand Prix (atletismo)

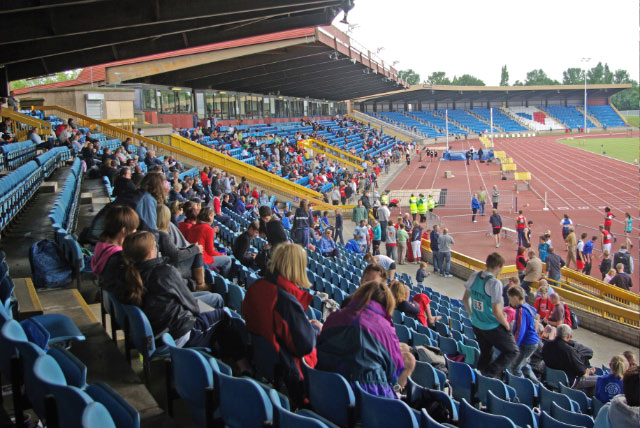
Estádio Alexander

O British Grand Prix é um meeting de atletismo que se desenrola todos os anos em Birmingham, Inglaterra, desde 2003. Faz parte atualmente da Liga de Diamante e é sediado no Alexander Stadium, em regra acontece sempre em julho.